# Conflans-sur-Seine
Pour les articles homonymes, voir Conflans.
Conflans-sur-Seine est une commune française, située dans le département de la Marne en région Grand Est.

## Géographie
On pourrait penser, à la lecture du nom du village, que le confluent de la Seine et de l'Aube aurait lieu à proximité immédiate. Ce n'est qu'au village de Marcilly-sur-Seine, à 5 km environ en amont, que se rejoignent effectivement les deux cours d'eau.

### Communes limitrophes
|                   | Villiers-aux-Corneilles |                    |
| Esclavolles-Lurey | Conflans-sur-Seine      | Marcilly-sur-Seine |
| Crancey           | Romilly-sur-Seine       |                    |

### Hydrographie

#### Réseau hydrographique
La commune est dans la région hydrographique « la Seine de sa source au confluent de l'Oise (exclu) » au sein du bassin Seine-Normandie. Elle est drainée par la Seine, le canal de Derivation de Bernières à Conflans, le canal des Ravois, le canal 01 des Bois d'en Haut, divers bras de la Seine, divers bras de Sellières, divers bras des Ravois et divers autres petits cours d'eau,.
La Seine, un fleuve long de 775 km, coule dans le Bassin parisien et notamment dans le département de l’Aube en le traversant du sud-est au nord-ouest. Elle irrigue la commune dans sa partie centrale
Le canal de dérivation de Bernières à Conflans est un canal, chenal navigable de 13 km reliant Conflans-sur-Seine à Nogent-sur-Seine où il se jette dans la Seine.

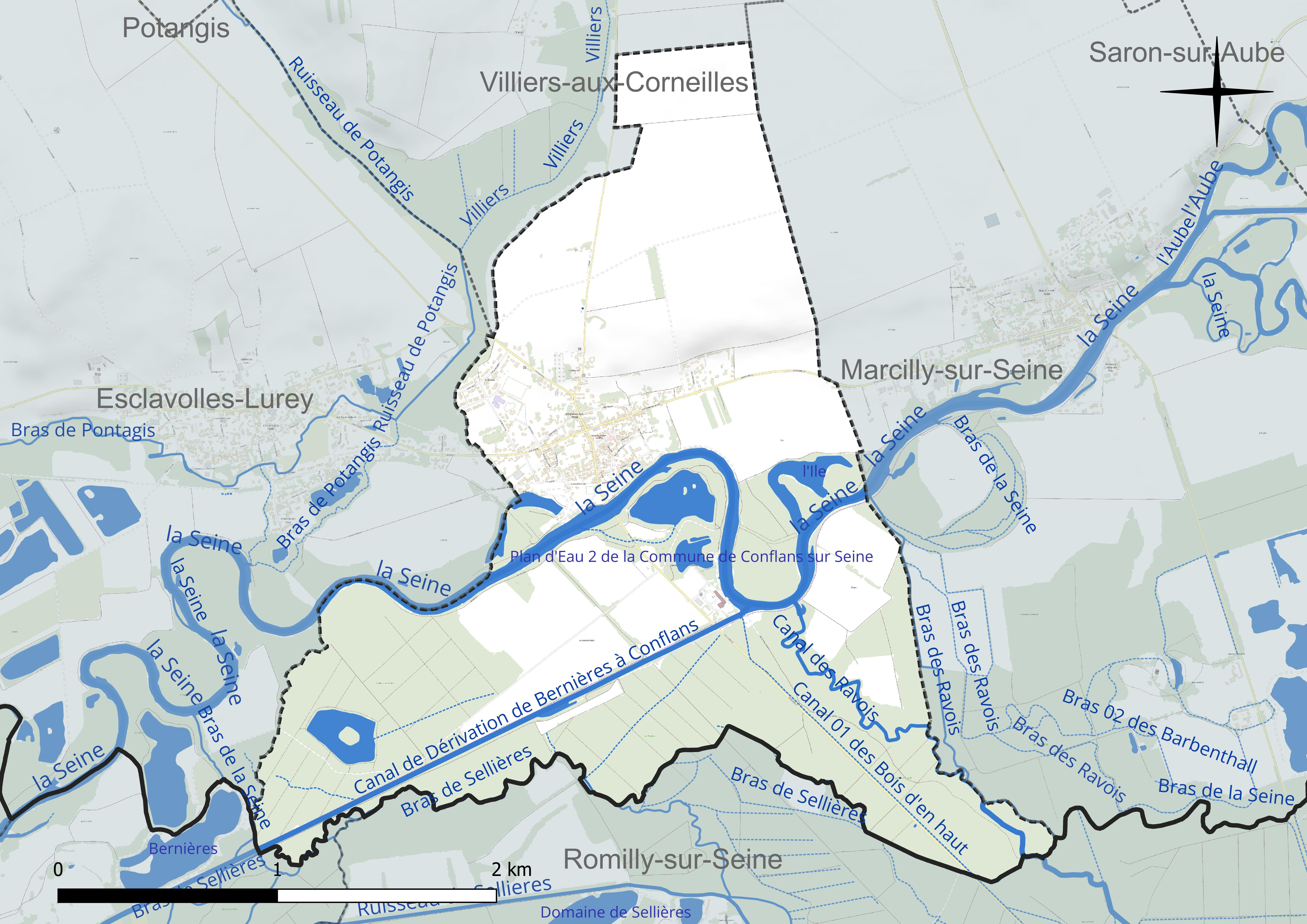
Réseau hydrographique de Conflans-sur-Seine.

Trois plans d'eau complètent le réseau hydrographique : le plan d'eau 1 de la commune de Conflans sur Seine (6,4 ha), le plan d'eau 2 de la commune de Conflans sur Seine (1,8 ha) et l'Ile (4,3 ha),.

#### Gestion et qualité des eaux
Le territoire communal est couvert par le schéma d'aménagement et de gestion des eaux (SAGE) « Bassée Voulzie ». Ce document de planification concerne le territoire du bassin versant de l'Armançon qui s’étend sur 1 710 km2 et se répartit sur trois départements (l'Aube, l'Yonne et la Marne). Le périmètre a été rrêté le 2 septembre 2016, le diagnostic  a été validé le 29 novembre 20220. La structure porteuse de l'élaboration et de la mise en œuvre est le Syndicat mixte ouvert de l’eau potable, de l’assainissement collectif, de l’assainissement non collectif, des milieux aquatiques et de la démoustication (SDDEA).
La qualité des cours d’eau peut être consultée sur un site dédié géré par les agences de l’eau et l’Agence française pour la biodiversité.

### Climat
Pour des articles plus généraux, voir Climat du Grand Est et Climat de la Marne.
En 2010, le climat de la commune est de type climat océanique dégradé des plaines du Centre et du Nord, selon une étude du Centre national de la recherche scientifique s'appuyant sur une série de données couvrant la période 1971-2000. En 2020, Météo-France publie une typologie des climats de la France métropolitaine dans laquelle la commune est exposée à un climat océanique altéré et est dans la région climatique  Nord-est du bassin Parisien, caractérisée par un ensoleillement médiocre, une pluviométrie moyenne régulièrement répartie au cours de l’année et un hiver froid (3 °C).
Pour la période 1971-2000, la température annuelle moyenne est de 10,7 °C, avec une amplitude thermique annuelle de 15,8 °C. Le cumul annuel moyen de précipitations est de 686 mm, avec 11,5 jours de précipitations en janvier et 7,4 jours en juillet. Pour la période 1991-2020, la température moyenne annuelle observée sur la station météorologique de Météo-France la plus proche, « Romilly », sur la commune de Romilly-sur-Seine à 5 km à vol d'oiseau, est de 11,2 °C et le cumul annuel moyen de précipitations est de 619,5 mm. 
La température maximale relevée sur cette station est de 42,3 °C, atteinte le 25 juillet 2019 ; la température minimale est de −25,2 °C, atteinte le 6 janvier 1971,,.
Les paramètres climatiques de la commune ont été estimés pour le milieu du siècle (2041-2070) selon différents scénarios d'émission de gaz à effet de serre à partir des nouvelles projections climatiques de référence DRIAS-2020. Ils sont consultables sur un site dédié publié par Météo-France en novembre 2022.

## Urbanisme

### Typologie
Au 1er janvier 2024, Conflans-sur-Seine est catégorisée bourg rural, selon la nouvelle grille communale de densité à sept niveaux définie par l'Insee en 2022.
Elle est située hors unité urbaine. Par ailleurs la commune fait partie de l'aire d'attraction de Romilly-sur-Seine, dont elle est une commune de la couronne,. Cette aire, qui regroupe 26 communes, est catégorisée dans les aires de moins de 50 000 habitants,.

### Occupation des sols
L'occupation des sols de la commune, telle qu'elle ressort de la base de données européenne d’occupation biophysique des sols Corine Land Cover (CLC), est marquée par l'importance des forêts et milieux semi-naturels (44,1 % en 2018), une proportion sensiblement équivalente à celle de 1990 (44,4 %). La répartition détaillée en 2018 est la suivante : 
forêts (43,8 %), terres arables (40,5 %), zones urbanisées (7,7 %), eaux continentales (6,2 %), zones agricoles hétérogènes (1,5 %), milieux à végétation arbustive et/ou herbacée (0,3 %). L'évolution de l’occupation des sols de la commune et de ses infrastructures peut être observée sur les différentes représentations cartographiques du territoire : la carte de Cassini (XVIIIe siècle), la carte d'état-major (1820-1866) et les cartes ou photos aériennes de l'IGN pour la période actuelle (1950 à aujourd'hui).

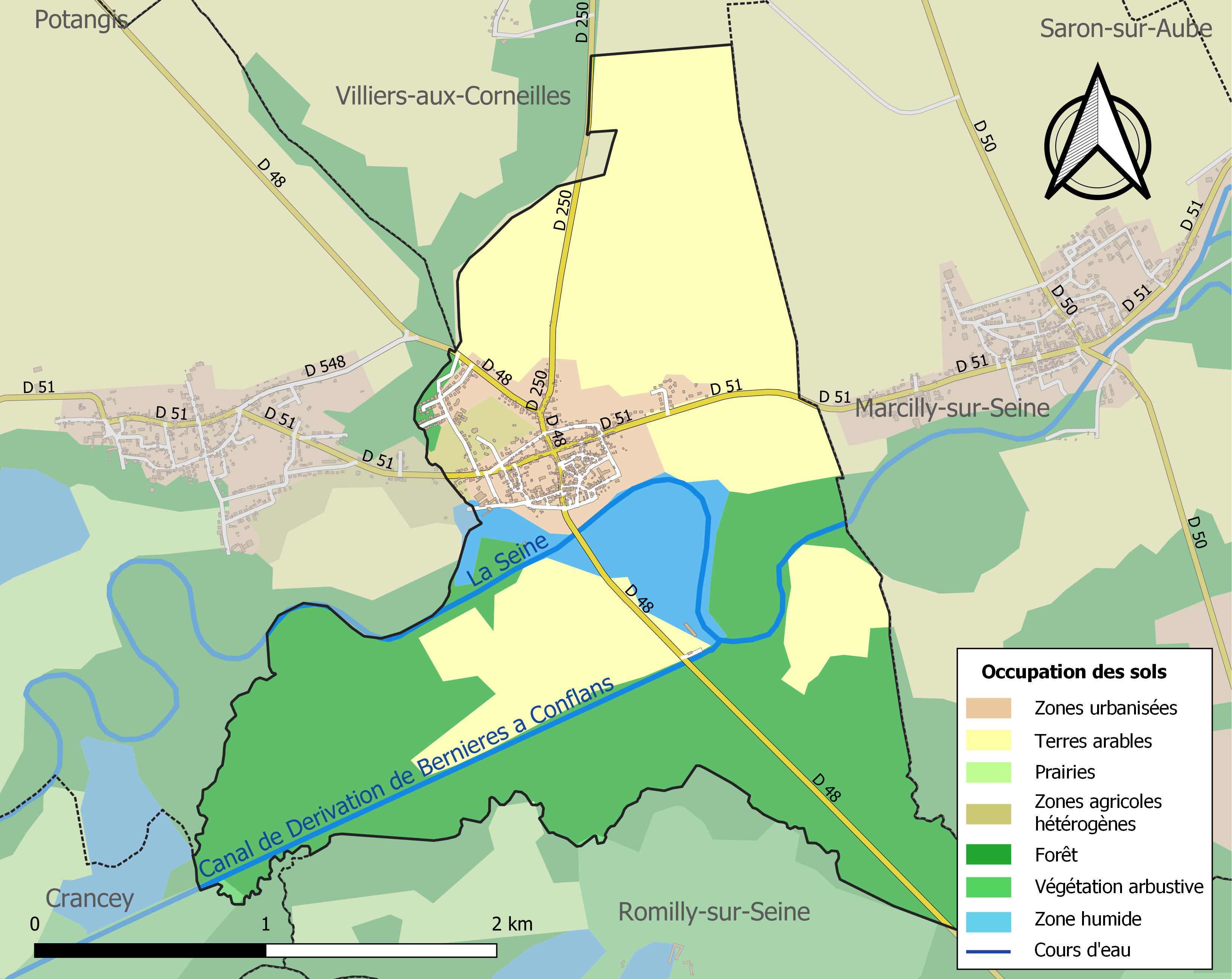
Carte des infrastructures et de l'occupation des sols de la commune en 2018 (CLC).

## Économie
Ancien port fluvial pour le transport du bois, du grain et du foin vers la Région parisienne, cette activité a complètement cessé dans le courant du XIXe siècle. La forêt communale, environ 180 hectares est gérée et exploitée par l'ONF. La commune regroupait un nombre relativement important d'artisans et une usine de fabrication de parpaings, transférée il y a dix ans dans une commune voisine. Actuellement on trouve encore, un café-restaurant, un snack-bar, un magasin alimentaire, une entreprise de pompes funèbres, un artisan brodeur, une entreprise de peinture (dont le gérant est aussi un des élus de la commune), un dépanneur en informatique.

## Toponymie
Le nom de la localité est attesté sous les formes Conflant (1155) ; Coflanz (1196) ; Conflanz (1200) ; Coflans (1211) ; Cofflans, Cofflanz, Couflans (vers 1222) ; Coufflant (vers 1252) ; Cofflantium ; Conflens (1375) ; Conflantum (1381) ; Confflans (1398) ; Conflancium (1443) ; Conflans-sur-Seine (1493).

Le terme Conflans vient du latin, confluens, confluentis (littéralement : réunion de deux cours d'eau) : le confluent.
Où se trouvait l'ancien confluent de la Seine et de l'Aube, aujourd'hui à Marcilly-sur-Seine.

## Histoire
La commune de Lurey, depuis rattachée à Esclavolles-Lurey, a été formée par détachement de celle de Conflans, et en 1962, la commune qui s’appelait simplement Conflans, devient Conflans-sur-Seine,.

## Politique et administration
| Période                                  | Période  | Identité                                        | Étiquette | Qualité                                               |
| ---------------------------------------- | -------- | ----------------------------------------------- | --------- | ----------------------------------------------------- |
| Les données manquantes sont à compléter. |          |                                                 |           |                                                       |
| 1992                                     | 2014     | Daniel Grosbety                                 | PS        | Enseignant Conseiller général d'Anglure (1992 → 2015) |
| 2014                                     | en cours | Jean-Paul Caccia Réélu pour le mandat 2020-2026 |           | Peintre en bâtiment                                   |

## Démographie
L'évolution du nombre d'habitants est connue à travers les recensements de la population effectués dans la commune depuis 1793. Pour les communes de moins de 10 000 habitants, une enquête de recensement portant sur toute la population est réalisée tous les cinq ans, les populations de référence des années intermédiaires étant quant à elles estimées par interpolation ou extrapolation. Pour la commune, le premier recensement exhaustif entrant dans le cadre du nouveau dispositif a été réalisé en 2008.

En 2022, la commune comptait 621 habitants, en évolution de −4,75 % par rapport à 2016 (Marne : −1,19 %, France hors Mayotte : +2,11 %).
| 1793 | 1800 | 1806 | 1821 | 1831 | 1836 | 1841 | 1846 | 1851 |
| ---- | ---- | ---- | ---- | ---- | ---- | ---- | ---- | ---- |
| 572  | 457  | 555  | 596  | 663  | 673  | 688  | 702  | 742  |

| 1856 | 1861 | 1866 | 1872 | 1876 | 1881 | 1886 | 1891 | 1896 |
| ---- | ---- | ---- | ---- | ---- | ---- | ---- | ---- | ---- |
| 757  | 773  | 747  | 746  | 742  | 723  | 724  | 686  | 702  |

| 1901 | 1906 | 1911 | 1921 | 1926 | 1931 | 1936 | 1946 | 1954 |
| ---- | ---- | ---- | ---- | ---- | ---- | ---- | ---- | ---- |
| 697  | 724  | 709  | 649  | 674  | 706  | 666  | 604  | 633  |

| 1962 | 1968 | 1975 | 1982 | 1990 | 1999 | 2006 | 2008 | 2013 |
| ---- | ---- | ---- | ---- | ---- | ---- | ---- | ---- | ---- |
| 665  | 611  | 577  | 579  | 625  | 664  | 671  | 674  | 670  |

| 2018 | 2022 | - | - | - | - | - | - | - |
| ---- | ---- | - | - | - | - | - | - | - |
| 631  | 621  | - | - | - | - | - | - | - |

## Culture locale et patrimoine

### Lieux et monuments
- parc public
- plage et bords de la Seine
- terrain de football
- cimetière
- terrain de tennis
- établissement scolaire (niveau maternelle et niveau primaire)
- église Saint-Étienne
- silo de blé proche de l'écluse
- salle du Temps Libre
- barrage sur la Seine
- commerces au centre du village
- canal de la Haute-Seine
- camping 3 étoiles en bord de Seine